# カール・ルス
カール・ルス（Karl Ruß、姓は Russとも、1779年8月11日 - 1843年9月19日）はオーストリアの画家である。

## 略歴
ウィーンで生まれた。ウィーン美術アカデミーで学び、初め神話やオーストリアの歴史を題材の絵画を描いた。1810年から、文化的な施策に貢献した帝国執政、ヨハン・バプティスト・フォン・エスターライヒ（ヨハン大公）のもとで働いた。
山岳を愛した大公に随行してシュタイアーマルク地域を散策した。大公が興味を持った地方の民族衣装を着た人々を描いた数多い水彩画作品を残し、1810年代の人々の暮らしを知る民俗学的資料となった。20世紀になって、民俗学者ゲランプ(Viktor Geramb:1884-1958)の著作で取り上げられた。
1818年からベルヴェデーレ宮殿の絵画ギャラリーの学芸員になり、1821年には主席学芸員になった。

## 作品

### その他の絵画
- ポリュドーロスとポリュクセネーの死体を抱くヘカベー
- 職人を訪れる皇帝マクシミリアン
- 「ローマ人によるウィンドボナの建設」